# ЕР2Т
ЕР2Т — приміський електропоїзд постійного струму з рекуперативним-реостатним гальмуванням.

## Історія
У силу зростання обсягів приміських пасажирських перевезень Ризький вагонобудівний завод в 1980-ті роки розробляв електропоїзди типу ЕР24, із збільшеною довжиною кузова (до 21,5 м замість колишніх 19,6). Передбачалося, що їх серійне виробництво почнеться до 1987–1988 років, що вони будуть в цілому ідентичні ЕР2Р і мати в кілька разів збільшені розміри. Але виробництво цих вагонів відкладалося, це тягло за собою позбавлення премій і РВЗ ухвалив рішення вже до початку їх виробництва освоїти «перехідну» модель ЕР2Т, що мала розміри ЕР2, але з обладнанням ЕР24 і мала місткі накопичувальні майданчики (за рахунок ліквідації місць для сидіння на кінцях вагонів) і ряд інших незначних конструктивних відмінностей. Побудова ЕР2Т, що замінив ЕР2Р, почалася з осені 1987 р. і тривала 10 років, закінчившись випуском ЕР2Т-7249. У 1994 р. був побудований електропоїзд ЕР2Т-7947 (між поїздами ЕР2Т-7246 і ЕР2Т-7247). У 2000 р. із закуплених кузовів, візків та іншого обладнання Київським ЕВРЗ був зібраний ЕР2Т-7250. У 2003 р. Латвія поставила для Грузії ЕР2Т-7251. У 1990 році в порядку експерименту були випущені 6 складів (7180-7185) з рекордною довжиною у 14 вагонів і кондиціонерами повітря в кабінах машиністів. Всі вони надійшли на Київський напрямок Московської залізниці, де для них попередньо були подовжені посадочні платформи. На даний момент практично на всіх машинах кондиціонери не працюють, а електропоїзди доведені до стандартною 12-вагонною складовою, шляхом виключення зайвих секцій. Велика частина випущених поїздів серії ЕР2Т — понад 4/5 — припадає на період з початку виробництва до розвалу СРСР.
| 1987 | 7091—7097, 7103                  | 12 | —                                                      | —          | 3101—3108  |
| 1987 | 7090, 7101, 7102, 7104           | 10 | —                                                      | —          | 3101—3108  |
| 1987 | 7098—7100                        | 6  | —                                                      | —          | 3101—3108  |
| 1988 | 7105, 7109, 7120—7135            | 12 | 220109, 220209, 220309, 220409, 220509, 220609, 220709 | —          | —          |
| 1988 | 7106—7108, 7110—7119             | 10 | 220109, 220209, 220309, 220409, 220509, 220609, 220709 | —          | —          |
| 1989 | 7136—7140, 7144, 7145, 7147—7165 | 12 | —                                                      | 2206, 2207 | 3109—3123  |
| 1989 | 7141—7143, 7146                  | 10 | —                                                      | 2206, 2207 | 3109—3123  |
| 1990 | 7166, 7167, 7172—7179, 7186—7193 | 12 | —                                                      | 2208—2213  | 3124, 3125 |
| 1990 | 7180—7185                        | 14 | —                                                      | 2208—2213  | 3124, 3125 |
| 1990 | 7168, 7169                       | 10 | —                                                      | 2208—2213  | 3124, 3125 |
| 1990 | 7170, 7171                       | 6  | —                                                      | 2208—2213  | 3124, 3125 |
| 1990 | 11                               | 4  | —                                                      | 2208—2213  | 3124, 3125 |
| 1991 | 7194—7199, 7204—7211             | 10 | —                                                      | —          | —          |
| 1991 | 7200—7203, 7212—7214             | 12 | —                                                      | —          | —          |
| 1992 | 7216, 7218—7235                  | 10 | —                                                      | —          | —          |
| 1992 | 7215, 7217                       | 12 | —                                                      | —          | —          |
| 1993 | 7236—7242                        | 10 | —                                                      | —          | —          |
| 1994 | 7243—7246, 7947                  | 10 | —                                                      | —          | —          |
| 1995 | 7247, 7248                       | 10 | —                                                      | —          | —          |
| 1996 | 7249                             | 10 | —                                                      | —          | —          |
| 2000 | 7250                             | 10 | —                                                      | —          | —          |
| 2003 | 7251                             | 6  | —                                                      | —          | —          |

## Цікаві факти
- Електропоїзди 7248, 7249, 7250, можливо і 7247 так і не були дороблені в Ризі, в напівскладеному стані були відправлені у Львів і дороблялися вже там.
- Початковий електропоїзд ЕР2Т-7247 був арештований за борги заводу, щоб його вивезти номер був спішно перебитий на 7947, звідси така невідповідність нумерації.
- Моторні вагони ЕР2Т-7240 і ЕР2Т-7242 використовувалися для побудови перших електропоїздів серії ЕД2Т. 7240 згодом була знову добудована до повного складу, а от що залишилися вагони 7242 поїхали на Торжоцький вагонобудівний завод і були використані при будівництві електропоїзда ЕТ2-017.